# 서울고현초등학교
서울고현초등학교는 대한민국 서울특별시 강동구 상일동에 있는 공립 초등학교이다.

## 연혁
- 2020년 3월 1일 : 개교 및 제1 입학식